# Idalio
Idalio (in greco antico: Ιδάλιον?, Idàlion; in fenicio: אדיל, 'dyl) era un'antica città dell'isola Cipro, una delle dieci città-stato di Cipro, i cui resti si trovano nei pressi dell'odierna Dali, a sud-est della capitale Nicosia e a nord ovest di Cizio (l'odierna Larnaka).

## Storia

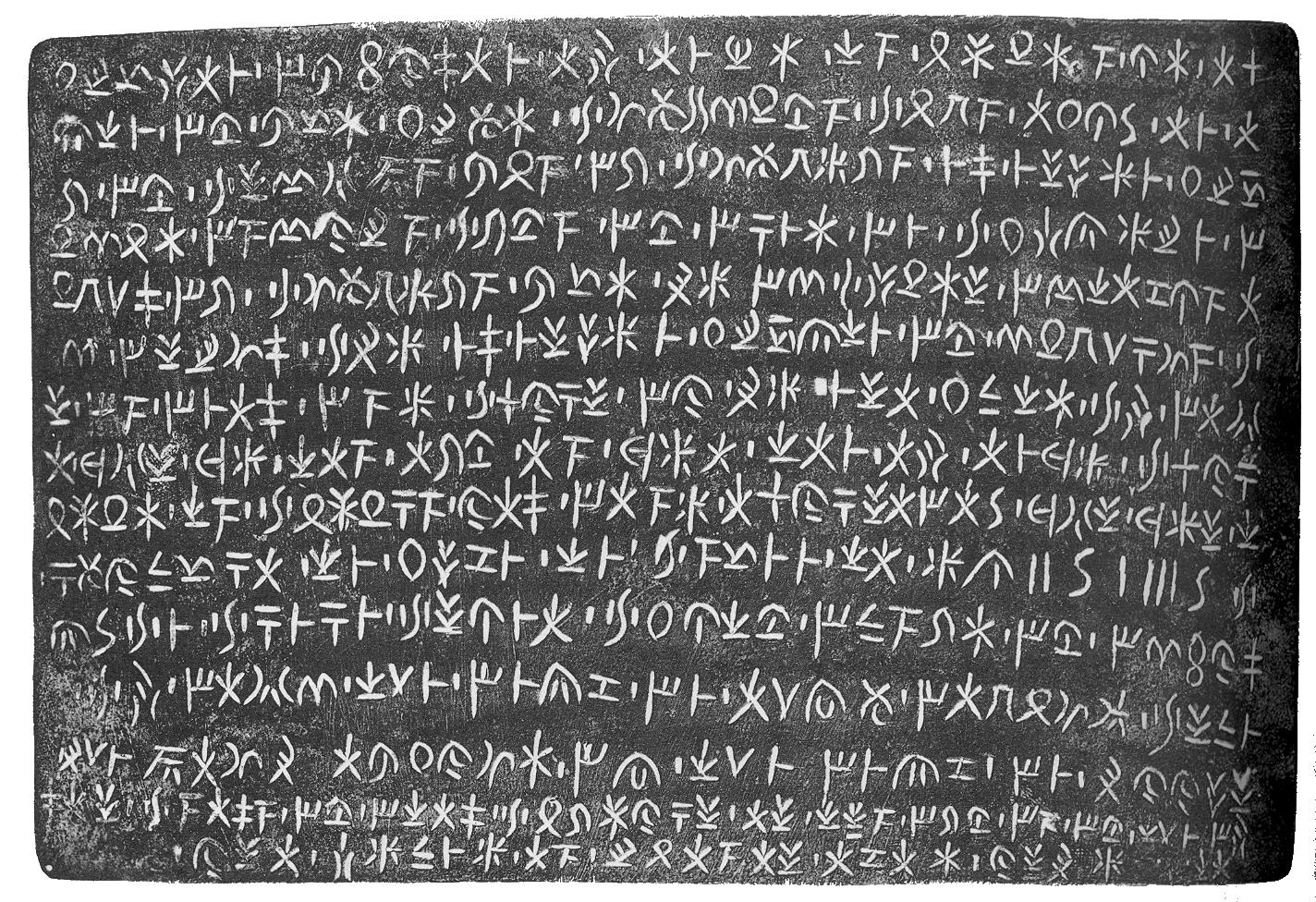
Iscrizione in sillabario cipriota trovata a Idalio

Idalio è stato uno dei dieci regni ciprioti elencati in una tavoletta che riporta i regni che, pur avendo un re autonomo, versavano tributi al re assiro Asarhaddon (680-669 a.C.). Passò poi sotto il dominio della città fenicia di Cizio (odierna Larnaka) attorno al 470 a.C., e infine ai Tolomei nel 312-311 a.C. Fu distrutta da un terremoto e non esisteva più già ai tempi di Plinio il Vecchio (I secolo d.C.).
Vi era un tempio dedicato al culto di Afrodite molto famoso (detta quindi "Afrodite Idalia"). Nei pressi di Idalio fu rinvenuta una grande tavoletta di bronzo con lunghe iscrizioni su entrambi i lati datata 480-470 a.C., scritta in un dialetto molto vicino a quello degli ellenici.